# Contabilidade energética
A contabilidade energética é um sistema usado para medir, analisar e relatar o consumo de energia de diferentes atividades de forma regular. Isto é feito para melhorar a eficiência energética, e para monitorizar o impacto ambiental do consumo de energia.

## Gestão de energia

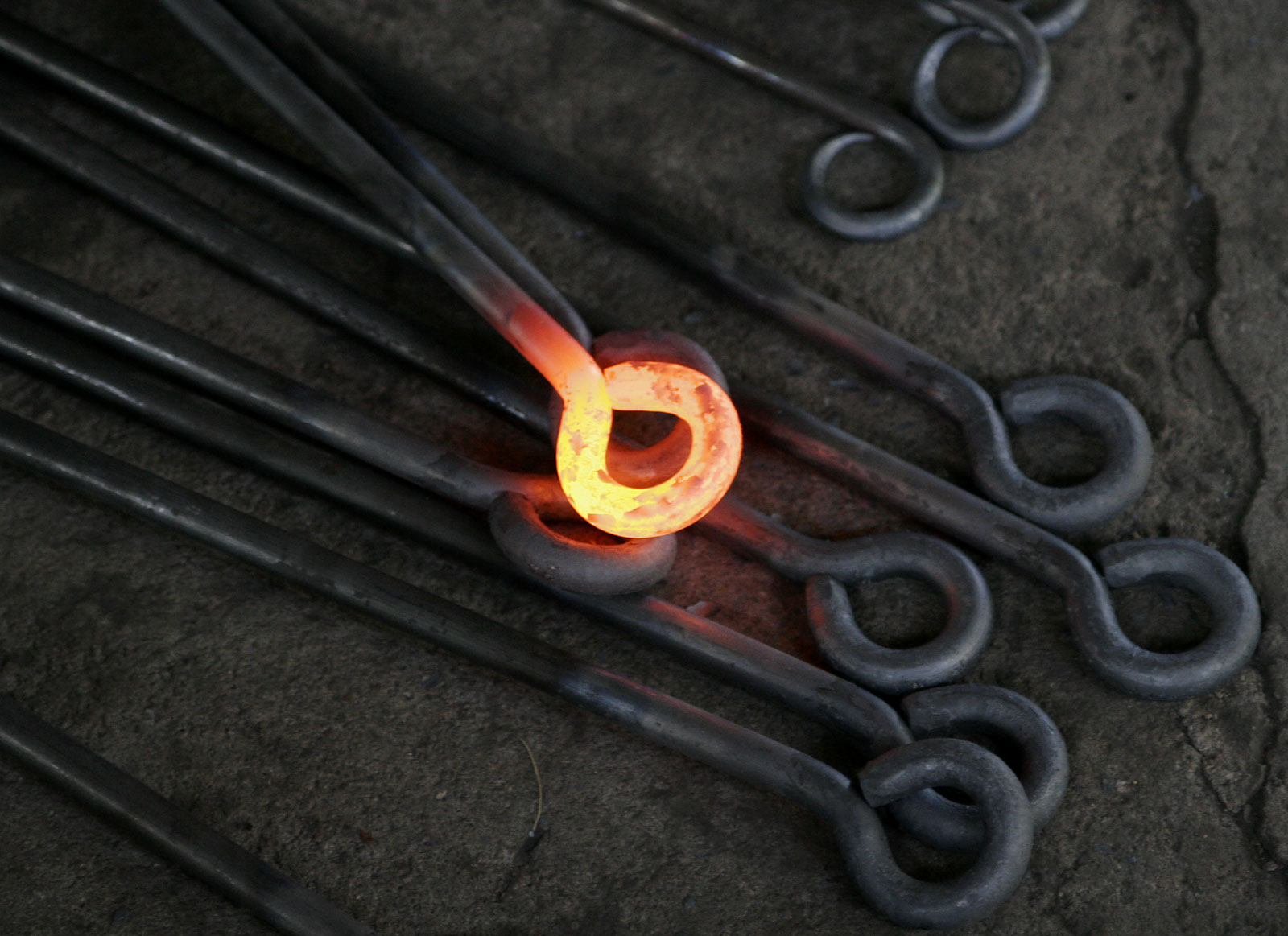
A energia térmica é a quantidade de energia cinética molecular aleatória.

A contabilidade energética é um sistema usado em sistemas de gestão de energia para medir e analisar o consumo de energia para melhorar a eficiência energética dentro de uma organização. Organizações como a Intel Corporation usam estes sistemas para monitorizar o uso de energia.
Várias transformações de energia são possíveis. Um balanço energético pode ser usado para monitorizar a energia através de um sistema. Isto torna-se uma ferramenta útil para determinar o uso de recursos e os impactos ambientais. É medida a quantidade de energia necessária em cada ponto de um sistema, bem como a forma dessa energia. Um sistema de contabilidade monitoriza a energia que entra, a energia que sai, a energia não útil versus o trabalho realizado e as transformações dentro de um sistema. Por vezes, o trabalho inútil é frequentemente o responsável pelos problemas ambientais.
Os sistemas mais novos estão a tentar construir modelos preditivos de consumo. As startups pretendem revolucionar esta abordagem introduzindo modelos preditivos baseados em IA. Estes modelos podem analisar grandes quantidades de dados para prever padrões de uso de energia, identificar ineficiências e otimizar a distribuição de energia em tempo real. Ao aproveitar algoritmos de aprendizagem de máquina, estes sistemas podem aprender com dados históricos e melhorar continuamente a sua precisão, fornecendo às organizações ferramentas poderosas para aumentar a eficiência energética e reduzir o impacto ambiental. Esta mudança para a análise preditiva representa um avanço significativo na contabilidade energética, permitindo uma gestão energética mais proativa e inteligente.

## Balanço energético
A Energia retornada sobre energia investida (EROEI) é a relação entre a energia fornecida por uma tecnologia energética e a energia investida para configurar a tecnologia.